# Turjane
Turjane (en serbe cyrillique : Турјане) est un village de Serbie situé dans la municipalité de Bojnik, district de Jablanica. Au recensement de 2011, il comptait 32 habitants.

## Démographie
| 1948 | 1953 | 1961 | 1971 | 1981 | 1991 | 2002 | 2011 |
| ---- | ---- | ---- | ---- | ---- | ---- | ---- | ---- |
| 463  | 430  | 370  | 309  | 205  | 123  | 79   | 32   |

|  |